# Frank Dietrich
Frank Dietrich (Friburgo, 20 de septiembre de 1965) es un deportista alemán que compitió en remo.
Ganó dos medallas de oro en el Campeonato Mundial de Remo, en los años 1989 y 1990. Participó en los Juegos Olímpicos de Seúl, ocupando el séptimo lugar en la prueba de dos sin timonel.

## Palmarés internacional
| Campeonato Mundial | Campeonato Mundial   | Campeonato Mundial | Campeonato Mundial |
| Año                | Lugar                | Medalla            | Prueba             |
| ------------------ | -------------------- | ------------------ | ------------------ |
| 1989               | Bled (Yugoslavia)    | Medalla de oro     | Ocho con timonel   |
| 1990               | Tasmania (Australia) | Medalla de oro     | Ocho con timonel   |